# Saint-Michel-des-Andaines
Saint-Michel-des-Andaines è un comune francese di 357 abitanti situato nel dipartimento dell'Orne nella regione della Normandia.

## Società

### Evoluzione demografica
Abitanti censiti